# 哈茨康坦特
哈茨康坦特（英語：Heart's Content）是加拿大纽芬兰与拉布拉多省的一个城镇，坐落在纽芬兰岛的东南部，位于佛得角湾半岛西岸，临近三一湾。

## 人口统计
根据2006年加拿大人口普查得出的数据，城镇面积为62.81平方（24.25平方英里），人口数为418人。